# إلخان كيسجي
إلخان كيسجي (بالتركية: İlhan Kesici) (22 نوفمبر 1948 في زارا ‏ - ) سياسي تركي. ينتمي إلى حزب الوطن الأم، وحزب الشعب الجمهوري. تولى منصب عضو في البرلمان التركي.